# Istaravshan
Istaravshan er en by i det nordlige Tadsjikistan, med et indbyggertal (pr. 2000) på cirka 51.000. Byen er hovedstad i et distrikt af samme navn, og ligger i provinsen Sughd.
39°54′N 69°00′Ø / 39.900°N 69.000°Ø